# Country-Musik 1953
Die Liste bietet eine Übersicht über das Jahr 1953 im Genre Country-Musik.

## Top-Hits des Jahres

### Nummer-eins-Hits
- 7. Januar – Midnight – Red Foley
- 24. Januar – I'll Go on Alone – Marty Robbins
- 24. Januar – I'll Never Get Out of This World Alive – Hank Williams with His Drifting Cowboys
- 31. Januar – No Help Wanted – The Carlisles
- 31. Januar – Eddy's Song – Eddy Arnold
- 7. Februar – I Let the Stars Get In My Eyes – Goldie Hill
- 21. Februar – Kaw-Liga – Hank Williams with His Drifting Cowboys
- 11. April – Your Cheatin' Heart – Hank Williams with His Drifting Cowboys
- 9. Mai – Mexican Joe – Jim Reeves
- 6. Juni – Take These Chains from My Heart – Hank Williams with His Drifting Cowboys
- 11. Juli – It's Been So Long –  Webb Pierce
- 1. August – Rub-a-Dub-Dub – Hank Thompson and His Brazo Valley Boys
- 22. August – Hey Joe – Carl Smith
- 29. August – Dear John Letter –  Ferlin Husky und Jean Shepard
- 17. Oktober – Forgot More Than You'll Ever Know – The Davis Sisters
- 21. November – There Stands the Glass – Webb Pierce
- 12. Dezember – Caribbean – Mitchell Torok
- 19. Dezember – Let Me Be the One – Hank Locklin

Anmerkung: Es werden alle drei Hitparaden, die "Best Selling Folk Retail Records", die "Most Played Jukebox Folk Records" sowie die Country & Western Records Most Played by Folk Disc Jockeys", gewertet.

### Weitere Hits
- Bumming Around – Jimmy Dean
- Crying in the Chapel – Rex Allen
- Crying in the Chapel – Darrell Glenn
- Death of Hank Williams –  Jack Cardwell
- Divorce Granted – Ernest Tubb
- Fool Such as I – Hank Snow
- The Gal Who Invented Kissin‘ – Hank Snow
- Goin' Steady – Faron Young
- Hey Joe –  Kitty Wells
- (Honey, Baby, Hurry!) Bring Your Sweet Self Back to Me – Lefty Frizzell
- (How Much Is) That Hound Dog in the Window – Homer and Jethro
- I'm an Old, Old Man – Lefty Frizzell
- Keep It a Secret –  Slim Whitman
- Knothole – The Carlisles
- The Last Waltz – Webb Pierce
- Mama, Come Get Your Baby Boy –  Eddy Arnold
- Paying for That Back Street Affair –  Kitty Wells
- Seven Lonely Days – Bonnie Lou
- Shake a Hand – Red Foley
- That's All Right – Autry Inman
- Weary Blues from Waitin‘ – Hank Williams
- When Mexican Joe Met Jole Blon – Hank Snow
- Yesterday's Girl –  Hank Thompson

## Geboren
- 9. April – Hal Ketchum
- 1. Juni – Ronnie Dunn von Brooks & Dunn
- 4. November – Van Stephenson, Mitglied der Band BlackHawk

## Gestorben
- 1. Januar – Hank Williams